# 土屋武之
土屋 武之（つちや たけゆき、1965年7月28日 - ）は、大阪府豊中市生まれの鉄道ライター。

## 経歴
大阪教育大学附属高等学校池田校舎、大阪大学文学部美学科演劇学専攻卒業。大阪大学では劇作家・評論家の山崎正和に師事。
卒業後の1988年にぴあ入社。1992年同社退社後、兵庫県立ピッコロ劇団の立ち上げに関わるなど、演劇界にも長く身を置いていた。
1997年よりフリーのライターとなり、2004年より『週刊鉄道データファイル』（デアゴスティーニ・ジャパン）に執筆。2008年より『鉄道ジャーナル』（鉄道ジャーナル社）のルポルタージュを執筆している。東日本大震災で被災した鉄道路線の取材も行っている。
レイルウェイ・ライターの種村直樹とは親しく、種村の著書『気まぐれ郵便貯金の旅』に、大阪モノレールやJR東西線を共に旅した様子がつづられている。
2010年公開の映画『RAILWAYS 49歳で電車の運転士になった男の物語』にも、新聞記者役で出演した。

## 主な著書
- ビジュアル図鑑「鉄道のしくみ・基礎編〜すぐわかる鉄道の基礎知識」（鳳梨舎・編／ネコ・パブリッシング・刊）
- ビジュアル図鑑「鉄道のしくみ・新技術編〜ここまで進んだ鉄道の最新技術」（鳳梨舎・編／ネコ・パブリッシング・刊）
- 「鉄道の未来予想図」（実業之日本社・刊）
- 「きっぷのルール ハンドブック」（実業之日本社・刊）
- なるにはBOOK「鉄道員になるには」（ぺりかん社・刊）
- DJ鉄ぶらブックス「まるまる大阪環状線めぐり」（交通新聞社・刊）
- サイエンス・アイ新書「誰かに話したくなる大人の鉄道雑学」（SBクリエイティブ・刊）
- 「新きっぷのルール ハンドブック」（実業之日本社・刊）
- 「JR私鉄全線 地図でよくわかる 鉄道大百科」（JTBパブリッシング・刊）
- 「ツウになる！鉄道の教本」（秀和システム・刊）
- 交通新聞社新書「ここがすごい！東京メトロ〜実感できる驚きポイント」（交通新聞社・刊）

## 主な記事掲載誌・記事掲載WEBサイト
- 鉄道ジャーナル（鉄道ジャーナル社）
- 鉄道ダイヤ情報（交通新聞社）
- 週刊鉄道データファイル（デアゴスティーニ・ジャパン）
- 週刊鉄道データファイル プラス（デアゴスティーニ・ジャパン）
- 週刊歴史でめぐる鉄道全路線 大手私鉄（朝日新聞出版）
- 週刊東洋経済 （東洋経済新報社）
- 週刊東洋経済増刊「鉄道完全解明」シリーズ（東洋経済新報社）
- 週刊東洋経済増刊鉄道特集2017「鉄道最前線」（東洋経済新報社）
- 週刊東洋経済臨時増刊「鉄道サバイバル2018」（東洋経済新報社）
- 一個人 （ベストセラーズ）

- 東洋経済オンライン（東洋経済新報社）
- マイナビニュース（マイナビ）

- 東京新聞連載コラム「鉄学しましょ」

## 関連人物
- 山崎正和
- 種村直樹
- 杉本聖一
- 草町義和
- 久保田敦
- 小林佳果